# نستون
latitudeنستونlongitudeنستون
نستون (به انگلیسی: Neston) یک شهرک در بریتانیا است که در انگلستان واقع شده‌است.

## خصوصیات
نستون ۱۵٬۱۶۲ نفر جمعیت دارد.